# Réserve écologique de l'Érablière-du-Trente-et-Un-Milles
La réserve écologique de l'Érablière-du-Trente-et-Un-Milles est située à 30 kilomètres au Sud-Est de Maniwaki, sur les rives du lac des Trente et Un Milles.  Cette réserve protège des écosystèmes représentatifs de la région écologique du lac Simon, soit l'érablière à bouleau jaune.